# 陡山乡
陡山乡，是中华人民共和国湖北省孝感市孝昌县下辖的一个乡镇级行政单位。

## 行政区划
陡山乡下辖以下地区：
金鸡坡村、抱庵村、曾榨村、许砦村、顺兴村、陈太庙村、庙岗村、光荣村、周山村、成港村、曹砦村、新街村、陆丰村、陆岗村、建中村、水口村、陆东村、江河村、七星村、桂花村、进锋村、刘店村、安店村、大兴村、尹岗村、新建村、胡太庙村、齐心村、热心村、陆中村、陆光村、陆联村、陆西村、陆山村、合山村、林河村和陆兴村。

## 交通
- 京广铁路：陆家山站